# Liste des sénateurs canadiens
Cet article présente la liste des sénateurs du Canada, à jour au 30 juillet 2021, classés par provinces, territoires et divisions sénatoriales. Les sièges du Sénat sont attribués selon quatre divisions régionales principales. L'Ontario et le Québec forment chacun une division régionale. L'Alberta, la Colombie-Britannique, le Manitoba et la Saskatchewan forment la division régionale des Prairies, tandis que l'Île-du-Prince-Édouard, le Nouveau-Brunswick et la Nouvelle-Écosse forment celle des Maritimes. Chaque division régionale est composée de 24 sénateurs, auxquels un premier ministre peut ajouter jusqu'à 2 sénateurs surnuméraires. Le Nunavut, Terre-Neuve-et-Labrador, les Territoires du Nord-Ouest et le Yukon ne sont pas inclus dans des divisions régionales.
Les sénateurs étaient à l'origine, soit depuis 1867, nommés à vie. Un amendement constitutionnel oblige depuis 1965 les sénateurs à se retirer à l'âge de 75 ans.
Depuis janvier 2014, les sénateurs libéraux ne font plus partie du caucus de leur parti. 
En 2016, le premier ministre Justin Trudeau décide de mettre en place une commission non partisane lui faisant des recommandations pour nommer les sénateurs. Il souhaite ainsi dé-idéologiser le Sénat en ne nommant plus que des sénateurs indépendants. Le 27 octobre 2016, il termine les dernières nominations sur des sièges vacants (il y en avait 21 lors de son élection) et les indépendants deviennent le plus gros groupe de la Chambre.

## Alberta
|  | Nom                    | Parti                             | Province | Date de nomination | Nommé(e) par | Fin de mandat    |
|  | ---------------------- | --------------------------------- | -------- | ------------------ | ------------ | ---------------- |
|  | Scott Tannas           | Groupe des sénateurs canadiens    | Alberta  | 25 mars 2013       | Harper       | 25 février 2037  |
|  | Patti LaBoucane-Benson | Non affiliée                      | Alberta  | 3 octobre 2018     | J. Trudeau   | 20 février 2044  |
|  | Paula Simons           | Groupe des sénateurs indépendants | Alberta  | 3 octobre 2018     | J. Trudeau   | 7 septembre 2039 |
|  | Karen Sorensen         | Groupe des sénateurs indépendants | Alberta  | 29 juillet 2021    | J. Trudeau   | 20 mai 2034      |
|  | Daryl Fridhandler      | Groupe progressiste du Sénat      | Alberta  | 31 août 2024       | J. Trudeau   | 9 octobre 2031   |
|  | Kristopher Wells       | Groupe progressiste du Sénat      | Alberta  | 31 août 2024       | J. Trudeau   | 7 octobre 2046   |

## Colombie-Britannique
|  | Nom                  | Parti                             | Province             | Date de nomination | Nommé(e) par | Fin de mandat     |
|  | -------------------- | --------------------------------- | -------------------- | ------------------ | ------------ | ----------------- |
|  | Yonah Martin         | Conservateur                      | Colombie-Britannique | 2 janvier 2009     | Harper       | 11 avril 2040     |
|  | Bev Busson           | Groupe des sénateurs indépendants | Colombie-Britannique | 24 septembre 2018  | J. Trudeau   | 23 août 2026      |
|  | Yuen Pau Woo         | Groupe des sénateurs indépendants | Colombie-Britannique | 10 novembre 2016   | J. Trudeau   | 2 mars 2038       |
|  | Margo Greenwood (en) | Groupe des sénateurs indépendants | Colombie-Britannique | 10 novembre 2022   | J. Trudeau   | 2 septembre 2028  |
|  | Baltej Dhillon       | Groupe des sénateurs indépendants | Colombie-Britannique | 7 février 2025     | J. Trudeau   | 13 novembre 2041  |
|  | Duncan Wilson        | Groupe progressiste du Sénat      | Colombie-Britannique | 28 février 2025    | J. Trudeau   | 26 septembre 2042 |

## Île-du-Prince-Édouard
|  | Nom                | Parti                             | Province ou division  | Date de nomination | Nommé(e) par | Fin de mandat     |
|  | ------------------ | --------------------------------- | --------------------- | ------------------ | ------------ | ----------------- |
|  | Percy Downe        | Groupe des sénateurs canadiens    | Charlottetown         | 26 juin 2003       | Chrétien     | 8 juillet 2029    |
|  | Brian Francis      | Groupe progressiste du Sénat      | Île-du-Prince-Édouard | 11 octobre 2018    | J. Trudeau   | 28 septembre 2032 |
|  | Jane MacAdam (en)  | Groupe des sénateurs indépendants | Île-du-Prince-Édouard | 3 mai 2023         | J. Trudeau   | 1er mars 2032     |
|  | Mary Robinson (en) | Groupe des sénateurs canadiens    | Île-du-Prince-Édouard | 22 janvier 2024    | J. Trudeau   | 3 août 2045       |

## Manitoba
|  | Nom                    | Parti                          | Province ou division | Date de nomination | Nommé(e) par | Fin de mandat    |
|  | ---------------------- | ------------------------------ | -------------------- | ------------------ | ------------ | ---------------- |
|  | Raymonde Gagné         | Non affiliée                   | Manitoba             | 1er avril 2016     | J. Trudeau   | 7 janvier 2032   |
|  | Marilou McPhedran      | Non affiliée                   | Manitoba             | 10 novembre 2016   | J. Trudeau   | 22 juillet 2026  |
|  | Mary Jane McCallum     | Non affiliée                   | Manitoba             | 4 décembre 2017    | J. Trudeau   | 1er mai 2027     |
|  | Flordeliz "Gigi" Osler | Groupe des sénateurs canadiens | Manitoba             | 26 septembre 2022  | J. Trudeau   | 9 septembre 2043 |
|  | Charles Adler (en)     | Non affilié                    | Manitoba             | 17 août 2024       | J. Trudeau   | 25 août 2029     |
|  | Poste vacant           |                                | Manitoba             |                    |              |                  |

## Nouveau-Brunswick
|  | Nom                 | Parti                             | Province ou division | Date de nomination | Nommé(e) par | Fin de mandat     |
|  | ------------------- | --------------------------------- | -------------------- | ------------------ | ------------ | ----------------- |
|  | Rose-May Poirier    | Conservateur                      | Saint-Louis-de-Kent  | 28 février 2010    | Harper       | 2 mars 2029       |
|  | Pierrette Ringuette | Groupe des sénateurs indépendants | Nouveau-Brunswick    | 12 décembre 2002   | Chrétien     | 31 décembre 2030  |
|  | David Richards      | Non affilié                       | Nouveau-Brunswick    | 30 août 2017       | J. Trudeau   | 17 octobre 2025   |
|  | René Cormier        | Groupe des sénateurs indépendants | Nouveau-Brunswick    | 10 novembre 2016   | J. Trudeau   | 27 avril 2031     |
|  | Jim Quinn           | Groupe des sénateurs canadiens    | Nouveau-Brunswick    | 22 juin 2021       | J. Trudeau   | 25 juin 2032      |
|  | Joan Kingston (en)  | Groupe des sénateurs indépendants | Nouveau-Brunswick    | 31 octobre 2023    | J. Trudeau   | 8 janvier 2030    |
|  | John M. McNair      | Groupe des sénateurs indépendants | Nouveau-Brunswick    | 31 octobre 2023    | J. Trudeau   | 3 juin 2032       |
|  | Krista Ann Ross     | Groupe des sénateurs canadiens    | Nouveau-Brunswick    | 31 octobre 2023    | J. Trudeau   | 30 septembre 2042 |
|  | Victor Boudreau     | Groupe des sénateurs indépendants | Nouveau-Brunswick    | 28 juin 2024       | J. Trudeau   | 3 mai 2045        |
|  | Dawn Arnold         | Groupe des sénateurs indépendants | Nouveau-Brunswick    | 7 mars 2025        | J. Trudeau   | 23 avril 1941     |

## Nouvelle-Écosse
|  | Nom                    | Parti                             | Province ou division | Date de nomination | Nommé(e) par | Fin de mandat     |
|  | ---------------------- | --------------------------------- | -------------------- | ------------------ | ------------ | ----------------- |
|  | Wanda Thomas Bernard   | Groupe progressiste du Sénat      | East Preston         | 10 novembre 2016   | J. Trudeau   | 1er août 2028     |
|  | Michael L. MacDonald   | Conservateur                      | Cape Breton          | 2 janvier 2009     | Harper       | 4 mai 2030        |
|  | Mary Coyle             | Groupe des sénateurs indépendants | Antigonish           | 4 décembre 2017    | J. Trudeau   | 5 novembre 2029   |
|  | Colin Deacon           | Groupe des sénateurs canadiens    | Nouvelle-Écosse      | 15 juin 2018       | J. Trudeau   | 1er novembre 2034 |
|  | Stanley "Stan" Kutcher | Groupe des sénateurs indépendants | Nouvelle-Écosse      | 12 décembre 2018   | J. Trudeau   | 16 décembre 2026  |
|  | Paul Prosper (en)      | Groupe des sénateurs canadiens    | Nouvelle-Écosse      | 6 juillet 2023     | J. Trudeau   | 4 novembre 2039   |
|  | Réjean Aucoin          | Groupe des sénateurs canadiens    | Nouvelle-Écosse      | 31 octobre 2023    | J. Trudeau   | 4 juillet 2030    |
|  | Rodger Cuzner          | Groupe progressiste du Sénat      | Nouvelle-Écosse      | 31 octobre 2023    | J. Trudeau   | 4 novembre 2030   |
|  | Allister Surette (en)  | Non affiliée                      | Nouvelle-Écosse      | 19 décembre 2024   | J. Trudeau   | 21 septembre 2036 |
|  | Tony Ince              | Groupe des sénateurs canadiens    | Nouvelle-Écosse      | 7 mars 2025        | J. Trudeau   | 16 décembre 2032  |

## Ontario
|  | Nom                     | Parti                             | Province ou division | Date de nomination | Nommé(e) par | Fin de mandat    |
|  | ----------------------- | --------------------------------- | -------------------- | ------------------ | ------------ | ---------------- |
|  | Salma Attaullahjan      | Conservateur                      | Toronto              | 9 juillet 2010     | Harper       | 29 avril 2027    |
|  | Robert Black            | Groupe des sénateurs canadiens    | Ontario              | 15 février 2018    | J. Trudeau   | 27 mars 2037     |
|  | Marty Deacon            | Groupe des sénateurs indépendants | Région de Waterloo   | 15 février 2018    | J. Trudeau   | 23 avril 2033    |
|  | Yvonne Boyer            | Groupe des sénateurs indépendants | Ontario              | 15 mars 2018       | J. Trudeau   | 25 octobre 2028  |
|  | Peter Harder            | Groupe progressiste du Sénat      | Ontario              | 23 mars 2016       | J. Trudeau   | 25 août 2027     |
|  | Donna Dasko             | Groupe des sénateurs indépendants | Ontario              | 6 juin 2018        | J. Trudeau   | 19 août 2026     |
|  | Peter M. Boehm          | Groupe des sénateurs indépendants | Ontario              | 3 octobre 2018     | J. Trudeau   | 26 avril 2029    |
|  | Gwen Boniface           | Groupe des sénateurs indépendants | Ontario              | 10 novembre 2016   | J. Trudeau   | 5 août 2030      |
|  | Tony Dean               | Groupe des sénateurs indépendants | Ontario              | 10 novembre 2016   | J. Trudeau   | 26 août 2028     |
|  | Lucie Moncion           | Groupe des sénateurs indépendants | Ontario              | 10 novembre 2016   | J. Trudeau   | 25 octobre 2033  |
|  | Kim Pate                | Groupe des sénateurs indépendants | Ontario              | 10 novembre 2016   | J. Trudeau   | 10 novembre 2034 |
|  | Rosemary Moodie         | Groupe des sénateurs indépendants | Ontario              | 12 décembre 2018   | J. Trudeau   | 24 novembre 2031 |
|  | Hassan Yussuf           | Groupe des sénateurs indépendants | Ontario              | 22 juin 2021       | J. Trudeau   | 15 décembre 2031 |
|  | Bernadette Clement      | Groupe des sénateurs indépendants | Ontario              | 22 juin 2021       | J. Trudeau   | 17 mai 2040      |
|  | Sharon Burey (en)       | Groupe des sénateurs canadiens    | Ontario              | 21 novembre 2022   | J. Trudeau   | 4 décembre 2032  |
|  | Andrew Cardozo          | Groupe progressiste du Sénat      | Ontario              | 21 novembre 2022   | J. Trudeau   | 21 mars 2031     |
|  | Rebecca Patterson (en)  | Groupe des sénateurs canadiens    | Ontario              | 21 novembre 2022   | J. Trudeau   | 15 juin 2040     |
|  | Marnie McBean           | Groupe des sénateurs indépendants | Ontario              | 20 décembre 2023   | J. Trudeau   | 28 janvier 2043  |
|  | Paulette Senior (en)    | Groupe des sénateurs indépendants | Ontario              | 20 décembre 2023   | J. Trudeau   | 4 décembre 2036  |
|  | Toni Varone (en)        | Groupe des sénateurs indépendants | Ontario              | 20 décembre 2023   | J. Trudeau   | 20 juin 2033     |
|  | Mohammad Al Zaibak (en) | Groupe des sénateurs canadiens    | Ontario              | 28 janvier 2024    | J. Trudeau   | 9 août 2026      |
|  | Katherine Hay (en)      | Groupe progressiste du Sénat      | Ontario              | 7 mars 2025        | J. Trudeau   | 16 janvier 2036  |
|  | Farah Mohamed (en)      | Non affiliée                      | Ontario              | 7 mars 2025        | J. Trudeau   | 5 juillet 2045   |
|  | Sandra Pupatello (en)   | Non affiliée                      | Ontario              | 7 mars 2025        | J. Trudeau   | 6 octobre 2037   |

## Québec
|  | Nom                    | Parti                             | Division        | Date de nomination | Nommé(e) par | Fin de mandat      |
|  | ---------------------- | --------------------------------- | --------------- | ------------------ | ------------ | ------------------ |
|  | Manuelle Oudar (en)    | Groupe des sénateurs indépendants | La Salle        | 13 février 2024    | J. Trudeau   | 5 juillet 2038     |
|  | Patrick Brazeau        | Non affilié                       | Repentigny      | 8 janvier 2009     | Harper       | 11 novembre 2049   |
|  | Claude Carignan        | Conservateur                      | Milles Isles    | 27 août 2009       | Harper       | -                  |
|  | Pierre Dalphond        | Groupe progressiste du Sénat      | De Lorimier     | 6 juin 2018        | J. Trudeau   | 1er mai 2029       |
|  | Leo Housakos           | Conservateur                      | Wellington      | 8 janvier 2009     | Harper       | 10 janvier 2043    |
|  | Paul J. Massicotte     | Groupe des sénateurs indépendants | De Lanaudière   | 26 juin 2003       | Chrétien     | 10 septembre 2026  |
|  | Chantal Petitclerc     | Groupe des sénateurs indépendants | Grandville      | 1er avril 2016     | J. Trudeau   | 15 décembre 2044   |
|  | Judith Seidman         | Conservateur                      | De la Durantaye | 27 août 2009       | Harper       | 1er septembre 2025 |
|  | Larry Smith            | Groupe des sénateurs canadiens    | Saurel          | 20 décembre 2010   | Harper       | 28 avril 2026      |
|  | Josée Verner           | Groupe des sénateurs canadiens    | Montarville     | 18 mai 2011        | Harper       | 30 décembre 2034   |
|  | Tony Loffreda          | Groupe des sénateurs indépendants | Chaouinigane    | 23 juillet 2019    | J. Trudeau   | 14 août 2037       |
|  | Rosa Galvez            | Groupe des sénateurs indépendants | Bedford         | 6 décembre 2016    | J. Trudeau   | 21 juin 2036       |
|  | Raymonde Saint-Germain | Groupe des sénateurs indépendants | De la Vallière  | 25 novembre 2016   | J. Trudeau   | 7 octobre 2026     |
|  | Éric Forest            | Groupe des sénateurs indépendants | Golfe           | 21 novembre 2016   | J. Trudeau   | 6 avril 2027       |
|  | Marie-Françoise Mégie  | Groupe des sénateurs indépendants | Rougemont       | 25 novembre 2016   | J. Trudeau   | 21 septembre 2025  |
|  | Julie Miville-Dechêne  | Groupe des sénateurs indépendants | Inkerman        | 20 juin 2018       | J. Trudeau   | 10 juillet 2034    |
|  | Marc Gold              | Non affilié                       | Stadacona       | 25 novembre 2016   | J. Trudeau   | 30 juin 2025       |
|  | Michèle Audette        | Groupe progressiste du Sénat      | De Salaberry    | 29 juillet 2021    | J. Trudeau   | 20 juillet 2046    |
|  | Clément Gignac         | Groupe des sénateurs canadiens    | Kennebec        | 29 juillet 2021    | J. Trudeau   | 7 mai 2030         |
|  | Amina Gerba            | Groupe progressiste du Sénat      | Rigaud          | 29 juillet 2021    | J. Trudeau   | 14 mars 2036       |
|  | Pierre Moreau          | Groupe progressiste du Sénat      | Les Laurentides | 10 septembre 2024  | J. Trudeau   | 12 décembre 2032   |
|  | Suze Youance           | Groupe des sénateurs indépendants | Lauzon          | 25 septembre 2024  | J. Trudeau   | 11 août 2045       |
|  | Martine Hébert         | Groupe des sénateurs indépendants | Victoria        | 7 février 2025     | J. Trudeau   | 7 octobre 2040     |
|  | Danièle Henkel         | Groupe progressiste du Sénat      | Alma            | 14 février 2025    | J. Trudeau   | 16 janvier 2031    |

## Saskatchewan
|  | Nom               | Parti                             | Province     | Date de nomination | Nommé(e) par | Fin de mandat     |
|  | ----------------- | --------------------------------- | ------------ | ------------------ | ------------ | ----------------- |
|  | Denise Batters    | Conservateur                      | Saskatchewan | 25 janvier 2013    | Harper       | 18 juin 2045      |
|  | Marty Klyne       | Groupe progressiste du Sénat      | Saskatchewan | 24 septembre 2018  | J. Trudeau   | 6 mars 2032       |
|  | Pamela Wallin     | Groupe des sénateurs canadiens    | Saskatchewan | 2 janvier 2009     | Harper       | 10 avril 2028     |
|  | David Arnot       | Groupe des sénateurs indépendants | Saskatchewan | 29 juillet 2021    | J. Trudeau   | 16 avril 2027     |
|  | Tracy Muggli (en) | Groupe progressiste du Sénat      | Saskatchewan | 17 août 2024       | J. Trudeau   | 18 septembre 2040 |
|  | Todd Lewis        | Groupe des sénateurs canadiens    | Saskatchewan | 7 février 2025     | J. Trudeau   | 21 juillet 2036   |

## Terre-Neuve-et-Labrador
|  | Nom                   | Parti                             | Province                | Date de nomination | Nommé(e) par | Fin de mandat    |
|  | --------------------- | --------------------------------- | ----------------------- | ------------------ | ------------ | ---------------- |
|  | Mohamed-Iqbal Ravalia | Groupe des sénateurs indépendants | Terre-Neuve-et-Labrador | 1er juin 2018      | J. Trudeau   | 15 août 2032     |
|  | Iris Petten (en)      | Non affiliée                      | Terre-Neuve-et-Labrador | 3 mai 2023         | J. Trudeau   | 5 février 2034   |
|  | Fabian Manning        | Conservateur                      | Terre-Neuve-et-Labrador | 25 mai 2011        | Harper       | 24 mai 2039      |
|  | Elizabeth Marshall    | Conservateur                      | Terre-Neuve-et-Labrador | 29 janvier 2010    | Harper       | 7 septembre 2026 |
|  | David M. Wells        | Conservateur                      | Terre-Neuve-et-Labrador | 25 janvier 2013    | Harper       | 28 février 2037  |
|  | Judy White (en)       | Groupe progressiste du Sénat      | Terre-Neuve-et-Labrador | 6 juillet 2023     | J. Trudeau   | 11 janvier 2039  |

## Territoires
|  | Nom                    | Parti                             | Territoire                | Date de nomination | Nommé(e) par | Fin de mandat    |
|  | ---------------------- | --------------------------------- | ------------------------- | ------------------ | ------------ | ---------------- |
|  | Pat Duncan             | Groupe des sénateurs indépendants | Yukon                     | 12 décembre 2018   | J. Trudeau   | 8 avril 2035     |
|  | Nancy Karetak-Lindell  | Groupe des sénateurs indépendants | Nunavut                   | 19 décembre 2024   | J. Trudeau   | 10 décembre 2032 |
|  | Margaret Dawn Anderson | Groupe progressiste du Sénat      | Territoires du Nord-Ouest | 12 décembre 2018   | J. Trudeau   | 14 avril 2042    |